# Yuan Yue (Tennisspielerin, 1998)
Yuan Yue (* 25. September 1998 in Yangzhou) ist eine chinesische Tennisspielerin.

## Karriere
Yuan spielt überwiegend Turniere auf der ITF Women’s World Tennis Tour, bei der sie bislang sechs Einzel- und drei Doppeltitel gewonnen hat.

## Turniersiege

### Einzel
| Nr. | Datum             | Turnier     | Kategorie | Belag             | Finalgegnerinnen | Ergebnis      |
| --- | ----------------- | ----------- | --------- | ----------------- | ---------------- | ------------- |
| 1.  | 19. Mai 2019      | Wuhan       | ITF W25   | Hartplatz         | Akiko Omae       | 6:3, 7:66     |
| 2.  | 4. Dezember 2021  | Wolkenstein | ITF W25   | Hartplatz (Halle) | Erika Andrejewa  | 6:2, 7:64     |
| 3.  | 9. Januar 2022    | Traralgon   | ITF W60+H | Hartplatz         | Paula Ormaechea  | 6:3, 6:2      |
| 4.  | 16. Oktober 2022  | Las Vegas   | ITF W60   | Hartplatz         | Diana Schneider  | 4:6, 6:3, 6:1 |
| 5.  | 19. November 2023 | Takasaki    | ITF W100  | Hartplatz         | Harriet Dart     | 5:7, 7:5, 6:0 |
| 6.  | 3. März 2024      | Austin      | WTA 250   | Hartplatz         | Wang Xiyu        | 6:4, 7:64     |
| 7.  | 27. April 2025    | Oeiras      | ITF W100  | Sand              | Greet Minnen     | 4:6, 6:4, 6:2 |

### Doppel
| Nr. | Datum            | Turnier         | Kategorie | Belag     | Partnerin          | Finalgegnerinnen                     | Ergebnis         |
| --- | ---------------- | --------------- | --------- | --------- | ------------------ | ------------------------------------ | ---------------- |
| 1.  | 31. August 2019  | Jinan           | ITF W60   | Hartplatz | Zheng Wushuang     | Samantha Murray Eden Silva           | 1:6, 6:4, [10:7] |
| 2.  | 16. Oktober 2021 | Lagos           | ITF W25   | Hartplatz | Diāna Marcinkēviča | Miriam Kolodziejová Jesika Malečková | kampflos         |
| 3.  | 29. April 2023   | Charlottesville | ITF W60   | Sand      | Sophie Chang       | Nao Hibino Fanny Stollár             | 6:3, 6:3         |
| 4.  | 20. Oktober 2024 | Ningbo          | WTA 500   | Hartplatz | Demi Schuurs       | Nicole Melichar-Martinez Ellen Perez | 6:3, 6:3         |
| 5.  | 2. März 2025     | Austin          | WTA 250   | Hartplatz | Anna Blinkowa      | McCartney Kessler Zhang Shuai        | 3:6, 6:1, [10:4] |

## Abschneiden bei Grand-Slam-Turnieren

### Dameneinzel
| Turnier         | 2020 | 2021 | 2022 | 2023 | 2024 | 2025 | Karriere |
| --------------- | ---- | ---- | ---- | ---- | ---- | ---- | -------- |
| Australian Open | Q2   | Q3   | Q3   | 1    | 1    | 1    | 1        |
| French Open     | —    | Q1   | Q1   | Q2   | 1    | 1    | 1        |
| Wimbledon       |      | —    | 1    | 1    | 1    | 1    | 1        |
| US Open         | —    | —    | 3    | Q1   | 1    |      | 3        |

Zeichenerklärung: S = Turniersieg; F, HF, VF, AF = Einzug ins Finale / Halbfinale / Viertelfinale / Achtelfinale; 1, 2, 3 = Ausscheiden in der 1. / 2. / 3. Hauptrunde; Q1, Q2, Q3 = Ausscheiden in der 1. / 2. / 3. Qualifikationsrunde; nicht ausgetragen

### Damendoppel
| Turnier         | 2024 | 2025 | Karriere |
| --------------- | ---- | ---- | -------- |
| Australian Open | 2    | 2    | 2        |
| French Open     | 2    | 2    | 2        |
| Wimbledon       | 1    | 1    | 1        |
| US Open         | 1    |      | 1        |

Zeichenerklärung: S = Turniersieg; F, HF, VF, AF = Einzug ins Finale / Halbfinale / Viertelfinale / Achtelfinale; 1, 2, 3 = Ausscheiden in der 1. / 2. / 3. Hauptrunde; Q1, Q2, Q3 = Ausscheiden in der 1. / 2. / 3. Qualifikationsrunde; nicht ausgetragen

### Juniorinneneinzel
| Turnier         | 2015 | Karriere |
| --------------- | ---- | -------- |
| Australian Open | 1    | 1        |
| French Open     | —    | —        |
| Wimbledon       | 1    | 1        |
| US Open         | —    | —        |

Zeichenerklärung: S = Turniersieg; F, HF, VF, AF = Einzug ins Finale / Halbfinale / Viertelfinale / Achtelfinale; 1, 2, 3 = Ausscheiden in der 1. / 2. / 3. Hauptrunde; nicht ausgetragen

### Juniorinnendoppel
| Turnier         | 2015 | Karriere |
| --------------- | ---- | -------- |
| Australian Open | 1    | 1        |
| French Open     | —    | —        |
| Wimbledon       | 1    | 1        |
| US Open         | —    | —        |